# 겐나 대순교

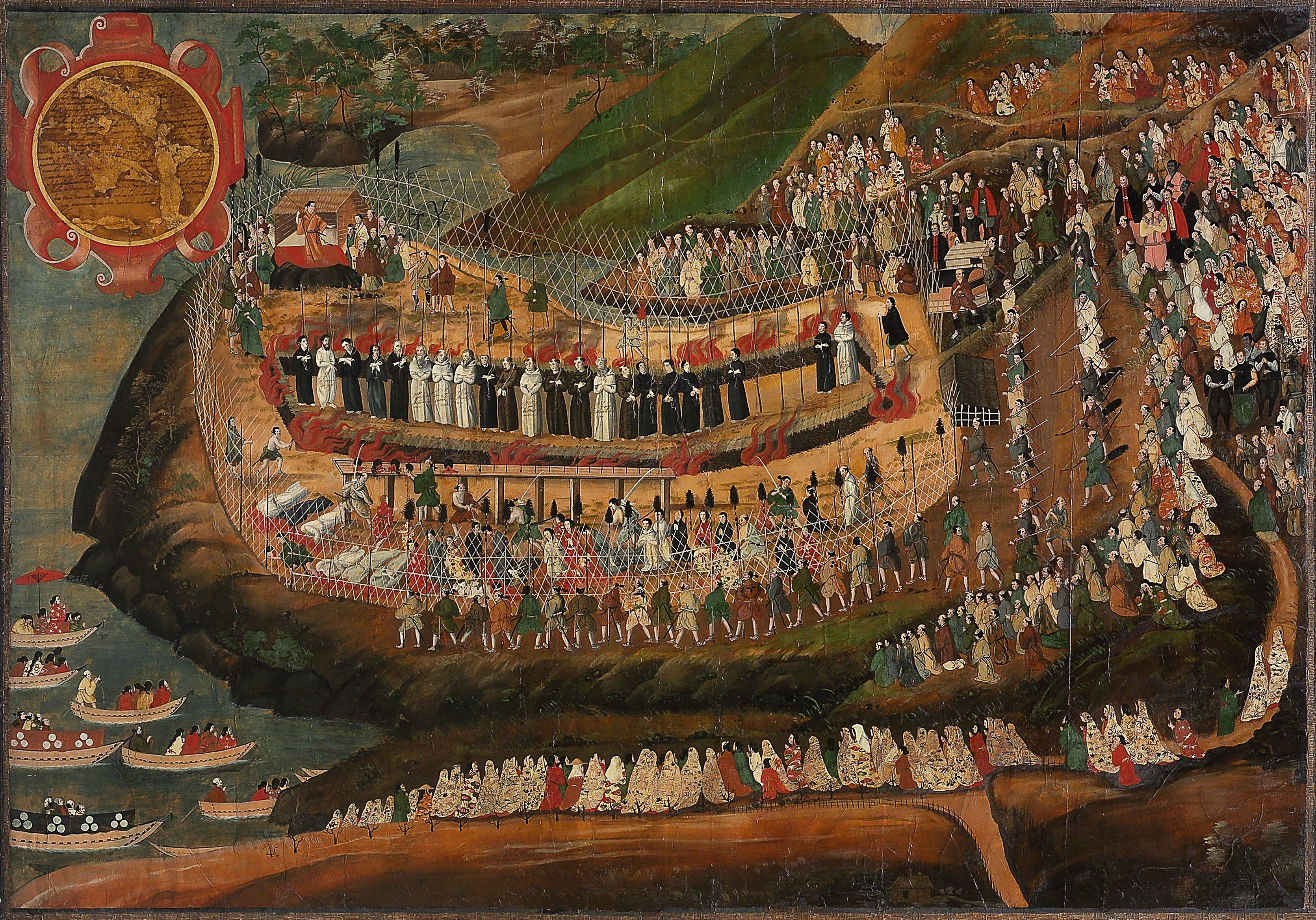

겐나 대순교(일본어: 元和の大殉教 겐나노 다이쥰쿄[*])는 일본의 에도 시대 초기인 1622년 나가사키시의 니시자카 언덕에서 기리시탄(일본에서 기독교인을 일컫는 말) 55명이 화형 및 참형을 당한 종교탄압 사건이다. 일본 로마 가톨릭교회 역사에서 가장 많은 신도가 동시처형된 사건으로 이후에도 막부에 의한 탄압이 계속되었다. 나가사키의 데지마에 드나들었던 네덜란드 선원들과 예수회 선교사들에 의해 해외에 전해지면서, 순교한 26인의 성인과 함께 대표적인 순교사건으로 기록된다. 또한 이 사건에는 임진왜란때 포로로 잡혀와 로마 가톨릭교회에 입교한 조선인 신도들도 많은 피해를 입었다.

## 사건개요

### 순교자들의 죽음
도쿠가와 이에야스는 도요토미 히데요시의 기독교 금지령을 이어받아, 가톨릭 사제 및 수도사, 전도사등을 체포하여 하옥시키고 있었다. 사망자 중 33명은 오무라(현 나가사키시에 속한 옛 지역)에서, 다른 사람들은 나가사키의 감옥에 수년간 갇혀 있다가, 1622년 9월에 전원처형명령과 함께 우라카미를 경유하여 니시자카로 호송되어 그곳에서 일괄처형되었다. 순교자들은 선교사 및 수도사와 남녀노소의 신도들이었다. 여성과 어린이가 많이 포함된 것은 선교사들을 숨겨주었던 일가를 전원처형하라는 명령때문이다. 예수회, 도미니코 수도회, 프란체스코 수도회의 사제 아홉 명과 수도사 몇 명은 화형, 나머지 평신도들은 참형을 당했다. 화형당한 사람중에는 일본에서 최초로 일식 관측을 통해 위도를 측정한 것으로 알려진 카를로 스피노라 신부가 포함되었다. 그를 숨겨준 포르투갈인 도밍고스 조르지와 그의 부인및 어린아이도 희생자에 포함되었다. 또한 외국인 중에는 조선인 안토니오(화형)와 그의 부인 및 아이도 포함되어 있었는데, 임진왜란 발발 2년후인 1594년의 시점에서 큐슈지역에는 포로로 끌려온 조선인 중 약 2천명의 가톨릭 교도가 있었다고 한다.

### 기록
이 처형광경을 지켜보던 서양화를 배운 수도사 한 명이 처형광경을 스케치한 그림이 〈원화대순교도〉라는 그림이 되어 예수회 본부가 있던 로마의 예수회(Jesuit) 교회까지 전달되어 지금도 전해져 내려오고 있다. 이후에도 기리시탄 박해는 점점 철저화되어 개항에 의한 서양세력의 압력과 메이지 정부에 의해 정식으로 금지될때까지 계속되었다. 1868년 교황 비오 9세에 의해 전원이 시복되었다.

## 순교자(화형)
- 카를로 스피노라(예수회 사제)
- 안토니오(조선인 남)
- 바오로 나가이시(일본인 남)
- 안토니오 산가(일본인 남)
- 바오로 다나카(일본인 남)
- 루시아 데 프레이타스(일본인 여;포르투갈인과 결혼했으며, 당시 80세로 최고령자이자 유일한 여성)

외 25명

## 순교자(참형)
- 이사벨라 조르지(포르투갈인 여)
- 이냐시오 조르지(포르투갈인 남아, 4세)
- 마리아(조선인 여;안토니오의 부인)
- 베드로(조선인 남;안토니오의 아들, 3세)
- 아폴로니아(일본인 여)
- 마리아 다나우라(일본인 여)
- 마리아 아키구모(일본인 여)
- 마리아 무라야마(일본인 여)
- 카타리나(일본인 여)
- 도미니카(일본인 여)
- 테클라 나가이시(일본인 여;파울로 나가이시의 부인)
- 클라라 야마다(일본인 여)
- 다미아노 다다(일본인 남)
- 미카엘 다다(일본인 남 다미아노의 아들, 5세)
- 클레멘스(일본인 남)
- 안토니오(일본인 남 클레멘스의 아들, 3세)

외 30명

## 같이 보기
- 기리시탄
- 후미에